# 珠峰山蛭
珠峰山蛭（学名：Haemadipsa qomolangma）为山蛭科山蛭属的动物。分布于印度以及中国大陆的西藏等地。该物种的模式产地在西藏。